# Matheus e Kauan
Matheus e Kauan (stylisé Matheus & Kauan) est un duo brésilien de sertanejo, originaire d'Itapuranga, dans l'État de Goiás. Il est formé en 2010 par les frères Matheus Aleixo Pinto Rosa et Osvaldo Pinto Rosa Filho, artistiquement connu sous le nom de Kauan. Ils connaissent le succès en 2015 avec le morceau Que Sorte a Nossa, atteignant plus de 180 millions de vues sur Internet et devenant l'une des morceaux les plus jouées sur les stations de radio dans tout le Brésil.
Ils comptent huit albums : Paraquedas, Mundo Paralelo: Ao Vivo, Face a Face, Na Praia, Na Praia 2, Intensamente Hojeǃ, Tem Moda Pra Tudo, et 10 Anos na Praia.

## Histoire

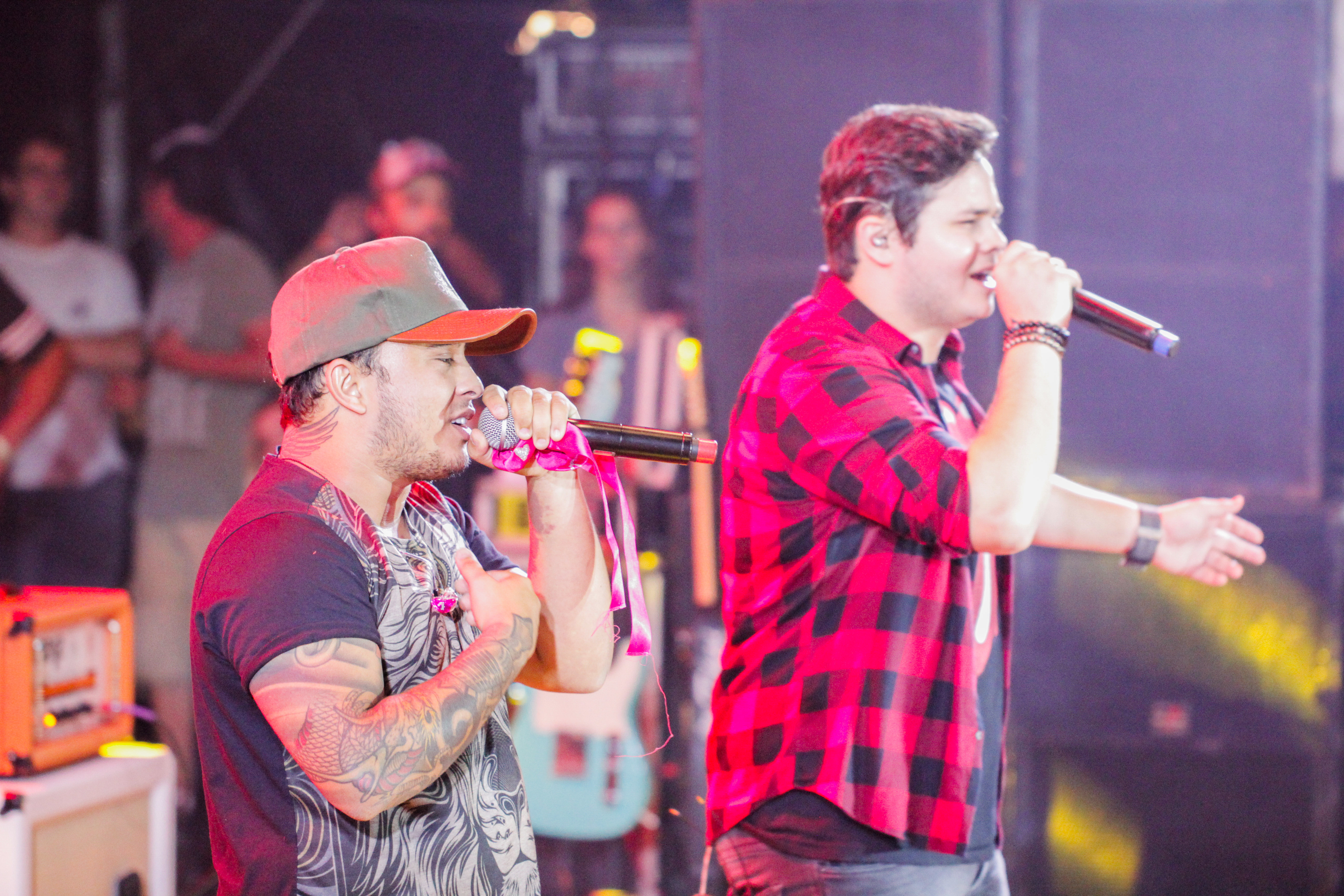
Le groupe à Itapevi, SP. (2017).

L'histoire de la musique dans la vie du duo Matheus e Kauan commence officiellement en 2010, lorsqu'ils sont présentés sur la scène principale de Caldas Country, à Caldas Novas, jouant leurs propres morceaux et le thème de la fête composé par le duo spécialement pour l'événement,. Les frères sont issus d'une famille modeste de la ville d'Itapuranga, à l'intérieur de l'État de Goiás. Ils manifestent leur amour du chant dès l'âge de cinq ans. Kauan, l'aîné de la famille, attire l'attention et enthousiasme tout le monde dans l'église qu'il fréquentait lorsqu'il chante le morceau Soldado Ferido dans le chœur avec son père
Grâce à ce don pour le chant, sa mère, Sirlene Aleixo, décide de l'emmener participer aux festivals de musique de la région. Les années passent et le résultat des festivals est toujours la première place pour Kauan, ce qui rend la famille fière. Matheus Aleixo n'est qu'un enfant de trois ans, mais il regarde déjà son frère chanter en permanence à la maison. À cette époque, le père du duo, Osvaldo Pinto Rosa, décède, ébranlant la structure familiale tant sur le plan émotionnel que financier, mais les unissant encore plus pour que le rêve de gagner dans la vie grâce à la musique puisse prévaloir. C'est alors que la mère décide de rassembler ses dernières économies pour son fils Kauan, âgé de 10 ans à l'époque, afin d'enregistrer un CD de quatre titres composé uniquement de morceaux de sertanejo.
Kauan explique qu'à l'âge de 15 ans, il avait déjà enregistré deux albums en solo, mais qu'il voulait former un duo de musique country. Il tente quelques partenariats avec des amis, mais cela ne pas fonctionne pas. C'est à partir de ce moment-là que, parallèlement à la musique, il décide également, à l'âge de 18 ans, en dernière année de lycée, de se consacrer davantage à ses études. Il obtient donc une bourse pour un cours d'anglais, gagne l'opportunité de participer à un programme d'échange et s'est rendu aux États-Unis, où il vit pendant un an. Tout en suivant des cours d'anglais, il gagne de l'argent en se produisant de manière informelle dans des bars locaux, se fait de nouveaux amis et a l'occasion de former un duo dans sa carrière, ce qu'il fait pendant un certain temps, mais la période d'échange touche à sa fin et son frère et sa mère lui manquent ; c'est pourquoi, à son arrivée au Brésil, il rencontre son frère Matheus, âgé de 13 ans, qui chante et compose.
En plus de chanter, Matheus compose également des tubes qui sont enregistrés par de grands artistes. La liste comprend Jorge e Mateus, partenaires de bureau, qui enregistrent Na Hora Em Que Você Chamar ; Coisas de Quem Ama et Vai Entender. Luan Santana choisit sept morceaux de Matheus pour son répertoire, dont Tudo Que Você Quiser, qui lui vaut le titre de « morceau de l'année » en 2014 lors des Multishow Awards. Michel Teló, avec Se Tudo Fosse Fácil, Cristiano Araújo, avec Mente Pra Mim, Gusttavo Lima, avec Eu Vou Tentando Te Agarrar et Bruno e Marrone, avec Tiro e Queda, figurent également sur la liste des artistes ayant enregistré des tubes, ainsi que João Neto e Frederico, qui enregistrent 10 morceaux composées par Matheus.

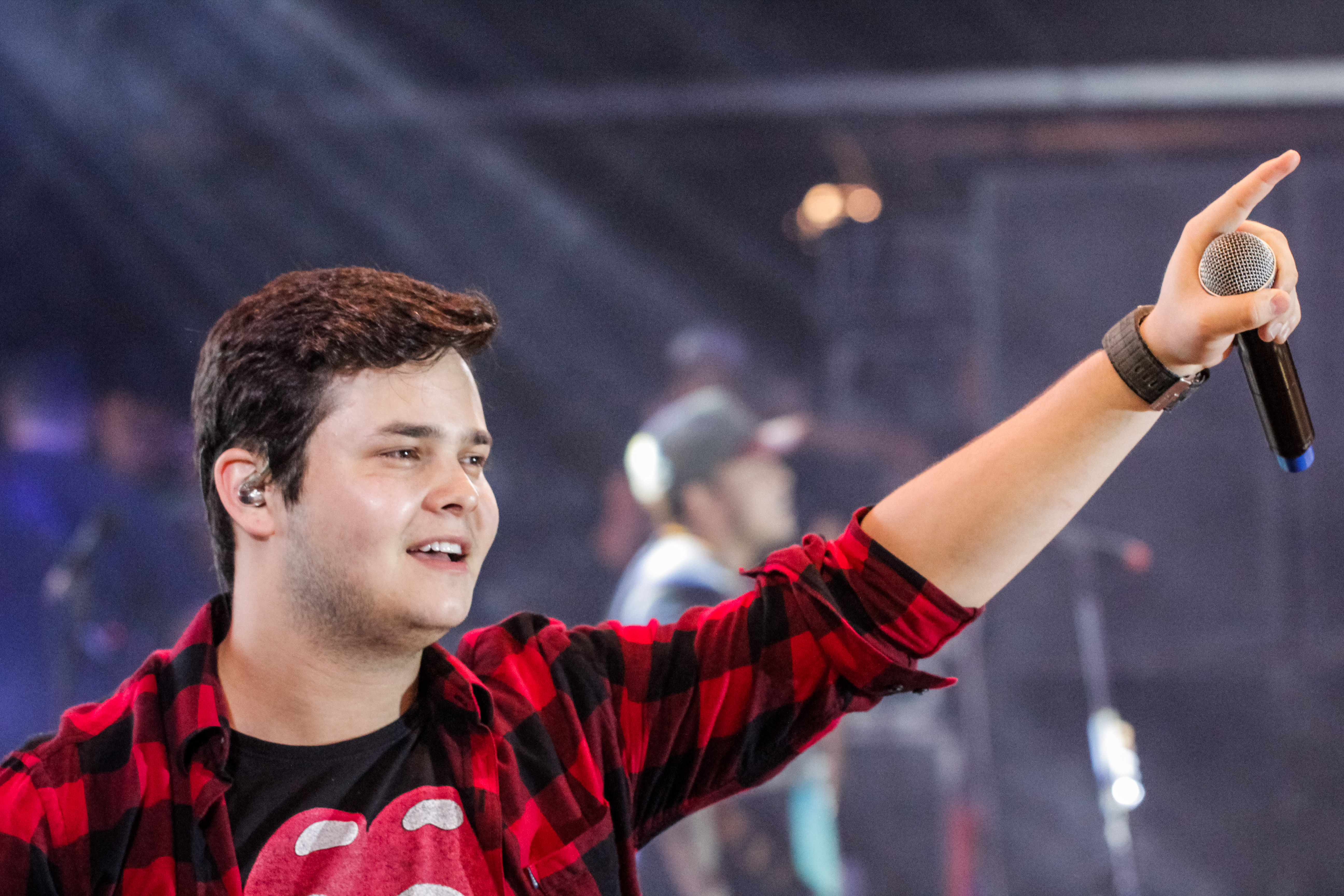
Matheus e Kauan en 2017.

En 2012, Matheus e Kauan sortent leur premier album studio, Paraquedas, de manière indépendante. L'album contient le tube Sete Mares, réalisé en l'honneur du père du duo, et compte des apparitions en tant qu'invités de Gusttavo Lima, Humberto e Ronaldo, Guilherme e Santiago et Luiz Cláudio. En 2013, ils sortent leur premier album live, Mundo Paraleloː Ao Vivo, enregistré au Centro Cultural Oscar Niemeyer de Goiânia (GO), le 20 mars 2013, avec des apparitions de Jorge e Mateus, Michel Teló, Luan Santana et Humberto e Ronaldo.
En 2015, ils sortent leur deuxième album live, Face a Face, sur Universal Music. Le concert est enregistré le 22 novembre 2014 à la Villa Mix Brasília (DF). Le répertoire est composé de 24 morceaux, dont 17 inédits. Les autres sont des réenregistrements de succès d'autres œuvres et d'autres noms du sertanejo. La direction musicale et la production du DVD sont assurées par Eduardo Pepato et la direction vidéo par Anselmo Troncoso. La grande nouveauté du projet est la participation de l'orchestre symphonique de Villa Lobos, dirigé par le maestro Adriano Machado - qui fournit un accompagnement musical important à des groupes et artistes tels que Zezé Di Camargo e Luciano, Jorge e Mateus, Bruno e Marrone, Hebe Camargo, et Roupa Nova, entre autres.
En mai 2020, Matheus e Kauan sortent l'album 10 Anos na Praia sur les plateformes numériques et en direct, enregistré à Praia do Paiva, à Cabo de Santo Agostinho, le 9 janvier de la même année. L'album est réalisé pour célébrer les 10 ans de carrière du duo, avec 19 titres, dont des réenregistrements et de nouveaux morceaux, comme Litrão, qui est l'une des plus écoutées sur Spotify en 2020. En novembre de la même année, le duo sort le single É Problema, avec un clip mettant en scène les comédiens GKay et Rafael Cunha, enregistré dans un manoir de São Paulo.
En 2021, Matheus e Kauan reçoit un certificat d'Universal Music pour avoir atteint le cap des 10 milliards de streams sur les plateformes musicales et des cinq milliards de vues de leurs vidéos sur YouTube. En outre, le duo remporte quatre disques de diamant pour leurs albums Face a Face, Intensamente Hojeǃ, Na Praia et Na Praia 2 ; un double disque de diamant avec Tem Moda Pra Tudo et un autre triple platine pour leur dernier album, 10 Anos na Praia. Les disques de diamant et double diamant représentent 300 000 et 600 000 unités téléchargées, respectivement. Le triple disque de platine, selon le tableau des niveaux de certification de Pro-Música Brasil, équivaut à 240 000 téléchargements ou écoutes d'un album ou d'un single. La même année, ils sortent l'EP Expectativa X Realidade, enregistré à Goiás le 4 mai, avec six morceaux inédits et la participation de Zé Vaqueiro et Tierry. Le clip de l'EP est assuré par Anselmo Troncoso et la production musicale est assurée par Lucas Santos.

## Discographie

### Albums live
- 2012 : Paraquedas
- 2013 : Mundo Paralelo - Ao Vivo
- 2015 : Face a Face
- 2016 : Na Praia
- 2017 : Na Praia 2
- 2018 : Intensamente Hoje!
- 2019 : Tem Moda Pra Tudo
- 2020 : 10 Anos Na Praia
- 2022 : Se Melhorar Estraga
- 2024 : Praiou Ao Vivo em São Paulo

## Télévision
| Année | Titre          | Rôle      | Notes                | Réf.   |
| ----- | -------------- | --------- | -------------------- | ------ |
| 2024  | Família É Tudo | Eux-mêmes | Épisode : 7 de março | [ 20 ] |

## Distinctions
| Année | Prix                                  | Catégorie           | Nommé           | Résultat   | Réf.   |
| ----- | ------------------------------------- | ------------------- | --------------- | ---------- | ------ |
| 2016  | Prêmio Multishow de Música Brasileira | Experimente         | Matheus e Kauan | Nomination | [ 21 ] |
| 2016  | Meus Prêmios Nick                     | Révélation musicale | Matheus e Kauan | Nomination | [ 22 ] |
| 2016  | Troféu Internet                       | Meilleur duo        | Matheus e Kauan | Nomination |        |